# Festa de Nossa Senhora do Rosário (Aracati)
A Festa de Nossa Senhora do Rosário é uma festa popular que acontece na cidade do Aracati, no estado do Ceará, em devoção a Nossa Senhora do Rosário. Essa grande festa faz parte da cultura aracatiense, até mesmo por Nossa Senhora do Rosário ser a padroeira da cidade. Inicia-se em 30 de setembro e encerra-se em 7 de outubro. É uma festa religiosa que é comemorada com procissões e missas em louvor à padroeira da cidade. No último dia de comemoração é realizada a missa na Igreja Nossa Senhora do Rosário.